# Anello mancante
La locuzione "anello mancante" (in inglese missing link) nacque nel corso del dibattito evoluzionistico del XIX secolo per indicare la mancanza di rinvenimenti fossili che completassero le linee evolutive delle forme viventi. Nella moderna teoria evolutiva neodarwiniana tale espressione e il relativo concetto hanno, però, completamente perso il loro valore scientifico. Sopravvive ancor oggi, invece, nel dibattito parascientifico (soprattutto nelle critiche antievoluzionistiche) e, come locuzione, nella cultura popolare.
Nel XIX secolo si aspettava la scoperta di un anello mancante tra gli umani e i cosiddetti animali "inferiori" come prova probante la teoria dell'evoluzione; tale concetto ora è stato ampiamente superato e la teoria evolutiva dei viventi si è affinata, abbandonando il pensiero di una "catena" evolutiva lineare, per utilizzare dei diagrammi "a cespuglio" dove ogni specie ed ogni popolazione diventa una forma transizionale.

## Origine e uso del termine
L'origine del termine "anello mancante" è stata influenzata dai pensatori illuministi del XVIII secolo come Alexander Pope e Jean-Jacques Rousseau, che pensavano agli esseri umani come anelli della "grande catena dell'essere": una struttura gerarchica di tutta la materia e la vita. Influenzata dalla teoria di Aristotele sugli animali superiori e inferiori, la "grande catena dell'essere" fu creata in Europa durante il periodo medievale e fu fortemente influenzata dal pensiero religioso. Dio era in cima alla catena, seguito dall'uomo e poi dagli animali. Fu durante il XVIII secolo che venne messa in discussione la natura fissa delle specie e il loro posto immutabile nella "grande catena". La duplice natura della catena, divisa ma allo stesso tempo unita, ha sempre consentito di vedere la creazione essenzialmente come un tutto continuo, con la possibilità di sovrapposizione tra gli anelli. Pensatori radicali come Jean-Baptiste de Lamarck, vedevano una progressione delle forme di vita dalle creature più semplici, che tendono verso la complessità e la perfezione, uno schema accettato da zoologi come Henri de Blainville. L'idea stessa di un ordinamento degli organismi, anche se apparentemente fisso, gettò le basi per l'idea di "trasmutazione delle specie", come ad esempio la teoria dell'evoluzione di Charles Darwin.
La prima pubblicazione che utilizza esplicitamente il termine "anello mancante" risale al 1844, in Vestiges of the Natural History of Creatio di Robert Chambers, che utilizza il termine in un contesto evolutivo relativo alle lacune nella documentazione fossile. Charles Lyell utilizzò il termine alcuni anni dopo, nel 1851, anche nella sua terza edizione di Elements of Geology, come metafora delle lacune mancanti nella continuità della colonna geologica. La prima volta che fu usato come nome per tipi di transizione tra taxa diversi fu nel 1863, in Geological Evidences of the Antiquity of Man di Lyell. "Anello mancante" divenne in seguito un nome per i fossili di transizione, in particolare quelli che potevano colmare il divario tra uomo e animale. Successivamente Charles Darwin, Thomas Henry Huxley ed Ernst Haeckel lo usarono nelle loro opere con questo significato.
Darwin, fin dai suoi primi scritti non scrisse mai di anelli mancanti ma di forme transizionali non sempre rinvenibili allo stato fossile. Anche il moderno Neodarwinismo non parla di anelli mancanti ma di forme transizionali non ancora scoperte o di passaggi filogenetici ignoti (o, da un punto di vista cladistico), di punto di divergenza mancante di prova fossile, non essendo più il rinvenimento paleontologico delle forme transizionali una prova necessaria del passaggio da un taxon ad un altro, passaggio che può comunque essere documentato grazie al contributo dell'Anatomia comparata e della classificazione filogenetica.

## Prove paleontologiche, teoria dell'evoluzione e anelli mancanti
Nel 1859, data della prima edizione di L'origine delle specie di Darwin, i reperti fossili erano scarsi, e Darwin considerava la mancanza di fossili di forme transizionali come "l'obiezione più ovvia e seria che può essere fatta contro la mia teoria", ma spiegava ciò con la grande povertà dei reperti geologici rinvenuti. Egli notò l'insufficienza delle raccolte disponibili all'epoca, ma utilizzò tutte le informazioni disponibili come prove della sua teoria dell'evoluzione attraverso la selezione naturale.
Un anno più tardi, nel 1860, fu scoperto Archaeopteryx, che rappresentò, per quasi un secolo l'unica forma transizionale fossile rinvenuta tra dinosauri e uccelli. Successivamente nuove scoperte di fossili hanno suggerito di spostare il più antico progenitore comune noto degli uccelli e degli altri rettili (ovvero il punto in cui si "biforca" il percorso evolutivo di questi due gruppi dando origine a due diversi rami che non si incroceranno mai più, uno per gli uccelli ed un altro per gli altri dinosauri) più indietro nel tempo ad altre forme fossili risalenti al Triassico (come il Protoavis texensis) generando, anche per il fatto che questi nuovi fossili sono incompleti e difficilmente studiabili, diversi punti di vista e dibattiti sul senso filogenetico delle forme fossili scoperte.
Questi dibattiti hanno alimentato tra i non addetti ai lavori ed ancor più tra i gruppi antievoluzionisti la sensazione che l'"anello mancante" tra uccelli ed altri rettili non fosse ancora stato scoperto; in realtà la transizione tra rettili ed uccelli è ben documentata anche da altri fossili di ancor più recente scoperta (ad esempio Confuciusornis), il dubbio non è "se" gli uccelli discendano dai rettili ma "da quale" rettile essi si siano evoluti e dove porre l'eventuale confine tassonomico tra rettili e uccelli. Si ricorda a questo proposito che l'attuale orientamento tassonomico è di considerare gli uccelli come un gruppo di dinosauri teropodi molto specializzato, l'unico sopravvissuto all'estinzione di massa tra Cretaceo e Terziario documentata dal limite K-T.
Da allora molti altri organismi fossilizzati, indicati come possibili forme di transizione sono stati scoperti, ed oggi si riconosce che esistono abbondanti evidenze di come tutti gli organismi viventi siano collegati fra di loro, tra queste evidenze spicca il rinvenimento di numerosi fossili di forme di transizione.
Al giorno d'oggi la visione dominante nel mondo della biologia ritiene che i passaggi filogenetici, ricostruiti con sufficiente accuratezza ed un numero sufficiente di forme intermedie, siano sufficienti a descrivere il modo in cui si è passati da un taxon ad un altro. Ovviamente questo concetto si è prestato a interpretazioni diverse, soprattutto da parte di coloro che hanno una conoscenza superficiale della teoria dell'evoluzione, per i quali è necessario che venga ritrovato l'(inesistente) "anello mancante" per giungere ad una definitiva accettazione della teoria.
Esempio di questa confusione è il dibattito mediatico sul cosiddetto "anello mancante tra scimmia ed uomo", infatti, come scriveva già Darwin, l'uomo non discende dalle scimmie ma si è evoluto parallelamente ad esse, quindi non può esistere alcun "anello mancante" fra i due ma al massimo un "più antico progenitore comune".
Viceversa, è facile leggere commenti sulla "ricerca di un anello mancante fra uomo e scimmia" associati ai nomi degli ominidi fossili finora rinvenuti, quali: Australopithecus africanus (Bambino di Taung), Homo erectus (Uomo di Giava), Sinanthropus pekinensis (Uomo di Pechino), non considerando che, per ciascuno di questi, esistono datazioni cronologiche ed osservazioni paleoantropologiche che permettono di porli in relazione evolutiva verticale fra di loro, sia pure con le limitazioni dovute alla scarsità del materiale rinvenuto durante le campagne di scavi e attualmente disponibile per lo studio.

### Esempi di forme transizionali

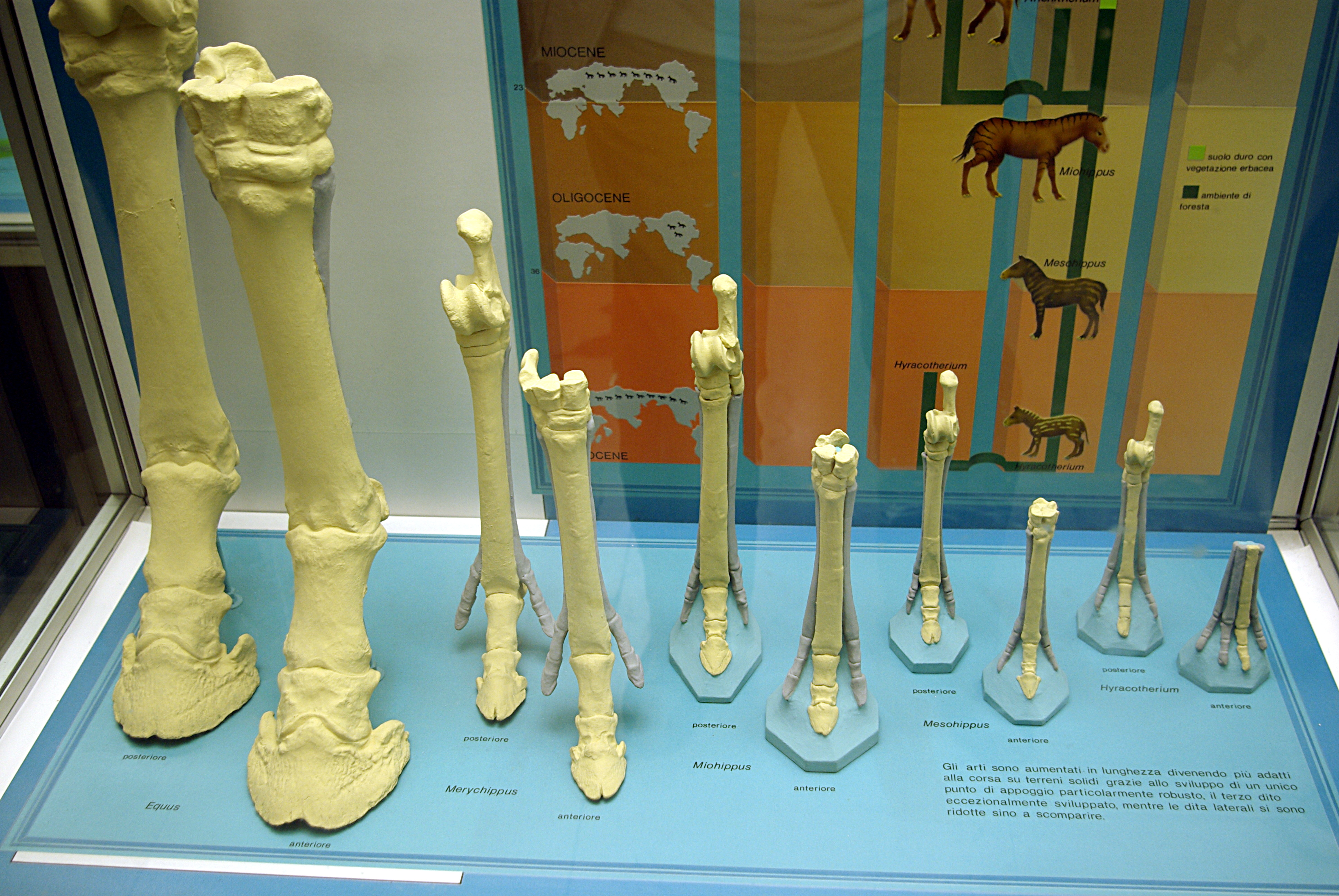
Esposizione della ricostruzione dell'evoluzione degli arti dei cavalli, secondo i ritrovamenti fossili

## Ambiguità del concetto di anello mancante
Oggi l'espressione di anello mancante è spesso usata a sproposito da persone che non conoscono la teoria dell'evoluzione come critica semplicistica al darwinismo. Infatti, secondo la moderna teoria evoluzionistica, tutte le popolazioni di organismi sono in transizione e quindi più che di anelli (che presuppongono una visione a "catena", quindi lineare, dell'evoluzione) si dovrebbe parlare di forme di transizione.
Una certa confusione può poi venire dall'uso del termine sia per riferimento ad una forma transizionale tra due specie (microevoluzione), sia per intendere una forma transizionale tra due taxa gerarchicamente ben superiori secondo la classificazione scientifica (macroevoluzione). Così accade che anche autorevoli riviste di divulgazione scientifica usino talvolta indifferentemente questo termine, sia in scritti sulla transizione tra due specie di ominidi, sia per la descrizione di una transizione tra pesci e tetrapodi.
La prestigiosa rivista Nature ha utilizzato in diversi articoli il termine "anello mancante", ma in riferimento ad argomenti che non hanno a che fare con la teoria dell'evoluzione.
Spesso il termine inglese "missing link" viene usato nel caso in cui si ricerca un legame di causalità fra due o più fenomeni o quando viene ricercato un altro elemento, da aggiungere a quelli già scoperti per spiegare o dimostrare una ipotesi di ricerca.

## Frodi e falsi reperti fossili
Uno dei motivi per cui parte dell'opinione pubblica è ancora convinta che ci siano molti "anelli mancanti" tra i vari taxa superiori è dovuta ad alcune frodi perpetrate ai danni della comunità scientifica, a scopo di lucro o di divertimento, quale per esempio il presunto ritrovamento di un fossile in Cina chiamato Archaeoraptor, un falso costruito ad arte, assemblando due fossili di specie diverse, per simulare una possibile forma di transizione tra "rettili" ed "uccelli". Altro caso notissimo è quello dell'Uomo di Piltdown, spacciato per un fossile transizionale tra scimmie ed uomini e risultato, dopo 40 anni dal suo "ritrovamento", essere un falso composto da un cranio umano associato ad una mandibola di orango.
Per ognuno di questi casi, lo svelamento dell'inganno lascia nella pubblica opinione l'impressione che si sia aperto un vuoto da riempire nella conoscenza della storia della vita.